# Communauté de communes de Champagne et Saulx
La communauté de communes de Champagne et Saulx est une ancienne communauté de communes française, située dans le département de la Marne et la région Champagne-Ardenne.
Elle a été supprimée le 1er janvier 2014, et intégrée dans  la nouvelle communauté de communes Côtes de Champagne et Saulx.

## Historique
La communauté a été créée par un arrêté préfectoral du 16 décembre 1993.
Les communes de Changy et de Vauclerc ont adhéré à l'intercommunalité le 1er janvier 2010, faisant passer la population de la communauté à 2 738 habitants.
Conformément aux prévisions du schéma départemental de coopération intercommunale (SDCI) de la Marne du 15 décembre 2011, les quatre petites intercommunalités : 

- communauté de communes de Saint-Amand-sur-Fion, 
- communauté de communes des Côtes de Champagne, 
-  communauté de communes des Trois Rivières 
- communauté de communes de Champagne et Saulx 

ont fusionné le 1er janvier 2014, en intégrant la commune isolée de Merlaut, pour former la nouvelle communauté de communes Côtes de Champagne et Saulx.

## Territoire communautaire

### Composition
L'intercommunalité était composée de 10 communes, dont la principale est Vitry-en-Perthois :
- Brusson
- Outrepont
- Plichancourt
- Ponthion
- Reims-la-Brûlée
- Saint-Quentin-les-Marais
- Vavray-le-Grand
- Vitry-en-Perthois

Communes arrivées au 1er janvier 2010 : 
- Changy
- Vauclerc

## Politique et administration

### Siège
La communauté de communes avait son siège en mairie de Vitry-en-Perthois.

### Élus
La communauté de communes était administrée par un conseil communautaire constitué de représentants de chaque commune, élus en leur sein par les conseils municipaux.

### Liste des présidents
| Période                                  | Période       | Identité          | Étiquette | Qualité                                  |
| ---------------------------------------- | ------------- | ----------------- | --------- | ---------------------------------------- |
| Les données manquantes sont à compléter. |               |                   |           |                                          |
| ?                                        | décembre 2013 | Maurice Bourgeois |           | Maire de Vitry-en-Perthois (2001 → 2014) |

### Compétences
L'intercommunalité exerçait les compétences qui lui avaient été transférées par les communes membres, conformément aux dispositions légales.

### Régime fiscal et budget
La communauté de communes percevait une fiscalité additionnelle aux impôts locaux des communes, sans FPZ (fiscalité professionnelle de zone) et sans FPE (fiscalité professionnelle sur les éoliennes).

### Organismes de regroupement
La CC appartenait au Pays Vitryat qui regroupait 107 communes.